# Indira
Indira – przylądek na Andamanach, będący najbardziej wysuniętą na południe częścią Indii. Stoi na nim wybudowana w 1974 latarnia morska.  Tsunami z 2004 zalało sporą część przylądka, jednak obecnie powoli wynurza się on spod morza.